# David Hohl
David E. Hohl (ur. 25 marca 1966 w Winnipeg) – kanadyjski zapaśnik w stylu wolnym. Dwukrotny olimpijczyk. Dziewiąty w Barcelonie 1992 w kategorii 82 kg i w Atlancie 1996 w kategorii 74 kg.
Dwukrotny uczestnik mistrzostw świata, jedenasty w 1994. Czwarty w Pucharze Świata w 1993; szósty w 1991. Zdobył dwa medale na igrzyskach panamerykańskich; srebrny w 1995. Trzy brązowe medale na mistrzostwach panamerykańskich. Zwyciężył na Igrzyskach Wspólnoty Narodów w 1994 roku.